# Joerij Metloesjenko
Joerij Volodymyrovytsj Metloesjenko (Oekraïens: Юрій Володимирович Метлушенко) (Zjytomyr, 4 januari 1976) is een Oekraïens voormalig wielrenner.
Hij was onder meer actief voor LPR Brakes en Landbouwkrediet-Colnago, maar reed zijn laatste jaren bij verschillende Chinese wielerploegen.

## Belangrijkste overwinningen
2002
Grote Prijs van de Etruskische Kust
2003
2e etappe Ronde van Denemarken
1e etappe Ronde van Poitou-Charentes
GP Raf Jonckheere
2004
Grote Prijs van de Etruskische Kust
2e etappe, deel B Brixia Tour
2008
2e etappe Tour de Beauce
Univest GP
Lehigh Valley Classic
2009
4e etappe Internationale Wielerweek
1e en 3e etappe Univest GP
6e etappe Ronde van het Qinghaimeer
3e etappe Ronde van Hainan
Memorial Ireneusza Maciasia
2010
Memorial Ireneusza Maciasia
4e en 5e etappe Ronde van het Qinghaimeer
1e etappe Ronde van Hainan
2011
6e etappe Ronde van het Qinghaimeer
2012
4e etappe Ronde van Azerbeidzjan
1e en 2e etappe Ronde van Thracië
3e etappe Baltic Chain Tour
4e etappe Ronde van het Taihu-meer
2013
1e, 2e, 3e, 4e en 9e etappe Ronde van het Taihu-meer
Eind- en puntenklassement Ronde van het Taihu-meer

## Resultaten in voornaamste wedstrijden
| Jaar | Milaan-San Remo | Parijs-Roubaix | Ronde van Lombardije |  | WK op de weg |
| ---- | --------------- | -------------- | -------------------- |  | ------------ |
| 2003 | 159e            |                |                      |  |              |
| 2006 |                 | 72e            | 91e                  |  |              |
| 2011 |                 |                |                      |  | 144e         |

Advejev · Bernucci · Bileka · Cali · Cavagnis · Coudray · De Waele · Hrysjtsjenko · Lievens · Louder · Lucchini · Mattozza · Meirhaeghe · Metloesjenko · Mifune · Popovytsj · Romano · Scamardella · Sørensen · Streel · Van Landeghem · Van Malderghem · Vanhaecke · Vermeersch · Weynants · Anzà (stagiair) · Chadwick (stagiair) · Timosjin (stagiair)
Advejev · Anzà · Bernucci · Bileka · Bracke · Capelle · De Waele · Dierckxsens · Doema · Hrysjtsjenko · Lievens · Lucchini · Metloesjenko · Popovytsj · Scamardella · Steels · Streel · Stremersch · Timosjin · Vaitkus · Van Landeghem · Van Speybroeck · Verstrepen · Weynants · Draux (stagiair) · Monfort (stagiair) · Wijnands (stagiair)
Advejev · Anzà · Bernucci · Bileka · Bracke · Capelle · De Waele · Dierckxsens · Doema · Durand · Gasperoni · Hrysjtsjenko · Lagoetin · Metloesjenko · Monfort · Popovytsj · Sijmens · Steels · Streel · Timosjin · Vaitkus · Van Bondt · Verstrepen · Lebeau (stagiair) · Simon (stagiair) · Van Loocke (stagiair)
Aggiano ·
Bates ·
Beuchat ·
Borghi ·
Chalilov · 
Contrini ·  
De Paoli ·
Dietziker · 
Gavazzi ·
Iannetti ·
Konysjev · 
Maccanti ·
Marzoli · 
Maserati ·
Metloesjenko · 
Muraglia ·
Ochoa ·
Pieri ·   
Traficante ·
Valoti ·
Gatto (stagiair) · 
Page (stagiair)
Akırşan · Atalay · Bakırcı · Bileka · Çelik · Dazkırlı · Gabrovski · Hretsjyn · Kal · Keleş · Metloesjenko · Örken · Özcan · Reis · Sayar · Usta
Akdilek · Akırşan · Atalay · Bakırcı · Çelik · Dazkırlı · de la Fuente · Hretsjyn · Kal · Metloesjenko · Mizoerov · Örken · Özcan · Reis · Sayar · Sert · Usta
Akdilek · Akırşan · Atalay · Bakırcı · Cobo · de la Fuente · Hretsjyn · Kal · Keleş · Köse · Metloesjenko · Örken · Reis · Şamlı